# ماسيج كوزلوفسكي
ماسيج كوزلوفسكي (بالبولندية: Maciej Kozłowski)‏ (و. 1957 – 2010 م) هو ممثل، من بولندا، توفي في وارسو، عن عمر يناهز 53 عاماً.

## وصلات خارجية
- ماسيج كوزلوفسكي على موقع IMDb (الإنجليزية)
- ماسيج كوزلوفسكي على موقع ألو سيني (الفرنسية)
- ماسيج كوزلوفسكي على موقع أول موفي (الإنجليزية)
- ماسيج كوزلوفسكي على موقع قاعدة بيانات الأفلام السويدية (السويدية)
- ماسيج كوزلوفسكي على موقع قاعدة بيانات الفيلم (الإنجليزية)
- ماسيج كوزلوفسكي على موقع كينوبويسك (الروسية)